# Stará Voda (Horčápsko)
Stará Voda je malá vesnice, část obce Horčápsko v okrese Příbram ve Středočeském kraji. Nachází se asi dva kilometry východně od Horčápska. Vesnicí protéká Hrádecký potok. Je zde evidováno 27 adres. V roce 2011 zde trvale žilo 29 obyvatel.
Stará Voda leží v katastrálním území Horčápsko o výměře 4,45 km².

## Historie
První písemná zmínka o vesnici pochází z roku 1313.

## Obyvatelstvo
| Rok            | 1869 | 1880 | 1890 | 1900 | 1910 | 1921 | 1930 | 1950 | 1961 | 1970 | 1980 | 1991 | 2001 | 2011 | 2021 |
| -------------- | ---- | ---- | ---- | ---- | ---- | ---- | ---- | ---- | ---- | ---- | ---- | ---- | ---- | ---- | ---- |
| Počet obyvatel | 105  | 107  | 125  | 113  | 88   | 74   | 70   | 55   | 52   | 46   | 40   | 29   | 32   | 29   | 21   |
| Počet domů     | 16   | 17   | 16   | 17   | 16   | 15   | 15   | 15   | 15   | 12   | 11   | 16   | 16   | 16   | 16   |

## Obecní správa
Při sčítání lidu v letech 1850–1879 Stará Voda byla osadou obce Hořejany v okrese Blatná. V letech 1880–1979 byla osadou obce Horčápsko, se kterým patřila nejprve do okresu Blatná, ale od roku 1960 v okrese Příbram. Od 1. ledna 1980 do 23. listopadu 1990 byla částí města Březnice v okrese Příbram. Od 24. listopadu 1990 je opět částí obce Horčápsko v okrese Příbram.